# Сеїф Ванлі
Сеїф Ванлі (араб. سيف وانلي, англ. Seif Wanly, *1906, Александрія — 1979) — єгипетський художник, один із засновників розвитку сучасного мистецтва (в тому числі модерну) в єгипетському образотворчому мистецтві ХХ століття. Рідний брат Адхама Ванлі.
Сеїф Ванлі навчався малюванню в студії італійського художника Оторіно Беккі (Otorino Becchi).
У 1942 році він разом із братом Адхамом Ванлі відкрили свою власну художню майстерню в Александрії. Разом вони взяли участь у більш ніж півтора десятках виставок, в тому числі й за кордоном, де репрезентували тогочасне єгипетське образотворче мистецтво, найважливішими серед яких були Венеціанське бієнале та художня виставка у Сан-Паулу (Бразилія).
Роботи братів Ванлі, Саїфа й Адхама, експонуються в різних музеях, зокрема в рідній їм Александрії цілий поверх Музею Махмуда Саїда присвячено їхній творчості.